# Eclissi solare del 12 dicembre 1909
L'eclissi solare del 12 dicembre 1909 è stato un evento astronomico che ha avuto luogo il suddetto giorno attorno alle ore 20.09 UTC. L'eclissi, di tipo parziale, ha avuto luogo nella maggior parte dell'Antartide, dell'Australia sudorientale e della Nuova Zelanda centrale e meridionale. Nel momento di massima eclissi, alle ore 19:44 UTC, l'ombra lunare si trovava a circa 170 chilometri a nord est di Leskov Island, in Antartide.
L'eclissi del 12 dicembre 1909 divenne la seconda eclissi solare nel 1909 e la 21ª nel XX secolo. La precedente eclissi solare si è verificata il 17 giugno 1909, la seguente il 9 maggio 1910.

## Percorso e visibilità
Questa eclissi solare parziale poteva essere vista nella maggior parte dell'Antartide, ad eccezione delle piccolissime aree costiere vicine all'Africa del sud, all'Australia sud orientale e alla Nuova Zelanda centrale e meridionale. Australia e Nuova Zelanda hanno visto un'eclissi solare il 13 dicembre. In Antartide non è definito un fuso orario; In alcune aree polari l'eclissi solare è durata dalla tarda notte del 12 dicembre alla prima mattina del 13 dicembre. 

## Eclissi correlate

### Eclissi solari 1906 - 1909
Questa eclissi è un membro di una serie semestrale. Un'eclissi in una serie semestrale di eclissi solari si ripete approssimativamente ogni 177 giorni e 4 ore (un semestre) in nodi alternati dell'orbita della Luna.